# Hyloxalus
Hyloxalus là một chi động vật lưỡng cư trong họ Dendrobatidae, thuộc bộ Anura. Chi này có 50 loài và 24% bị đe dọa hoặc tuyệt chủng.